# Savannescheenplaatschildpad
De savannescheenplaatschildpad (Podocnemis vogli) is een schildpad uit de familie scheenplaatschildpadden (Podocnemididae).

## Naam en indeling
De wetenschappelijke naam van de soort werd voor het eerst voorgesteld door Johannes Peter Müller in 1935. De soortaanduiding vogli is een eerbetoon aan de Duitse Benedictijnse missionaris Cornelius Vogl (1884 – 1959), die vele schildpadden verzamelde in Venezuela.

## Uiterlijke kenmerken
Met een maximale grootte van 38 centimeter blijft de soort vrij klein in vergelijking met andere soorten uit het geslacht Podocnemis. De meeste exemplaren blijven zelfs nog aanzienlijk kleiner.
Het rugschild is erg dun en heeft zeer gladde hoornplaten, een lengtekiel ontbreekt. De schildkleur is olijfkleurig tot bruin, sommige oudere exemplaren hebben een roodbruin schild. Het buikpantser of plastron is grauwgeel en voorzien van zwarte vlekken. De plastronformule is meestal als volgt: abd > fem > pect > intergul >< an > gul > hum.
De kop is breed en heeft een donkerbruine tot zwarte kleur met een onregelmatige gele vlekkentekening. De kop is breed en de bovenkaak steekt duidelijk uit, de bek heeft daardoor een gekromde vorm waardoor het lijkt alsof de schildpad lacht. De bovenzijde van de kop heeft een lengtegroef tussen de ogen en de neusgaten. De staart heeft aan iedere zijde twaalf tot zestien lichtere schubben. De juvenielen hebben een bruin schild dat een lichte kiel heeft die met de jaren verdwijnt. Op het schild zijn gele lijnen aanwezig, de schildrand is eveneens geel van kleur.
Mannetjes zijn van vrouwtjes te onderscheiden door een dikkere, langere staart en behouden meer van de juveniele tekening op de kop. Daarnaast hebben de mannetjes een groen gekleurde rand rond de pupil.

## Levenswijze
De savannescheenplaatschildpad is omnivoor en eet waterplanten en kleine in het water levende dieren als geleedpotigen, amfibieën en vissen. Ook aas dat is achtergelaten door krokodilachtigen wordt gegeten. Van de juvenielen is waargenomen dat ze de mest van de capibara eten, een groot knaagdier dat lijkt op een reusachtige cavia. Het eten van uitwerpselen komt bij schildpadden wel meer voor en wordt coprofagie genoemd.
De schildpad is overdag actief bij een temperatuur tussen 22 en 28 graden. In het droge seizoen kunnen de dieren in enorme aantallen worden aangetroffen in de dan kleine waterpoeltjes. Soms graven ze zich in langs de oevers en houden een zomerslaap.

## Verspreiding en habitat

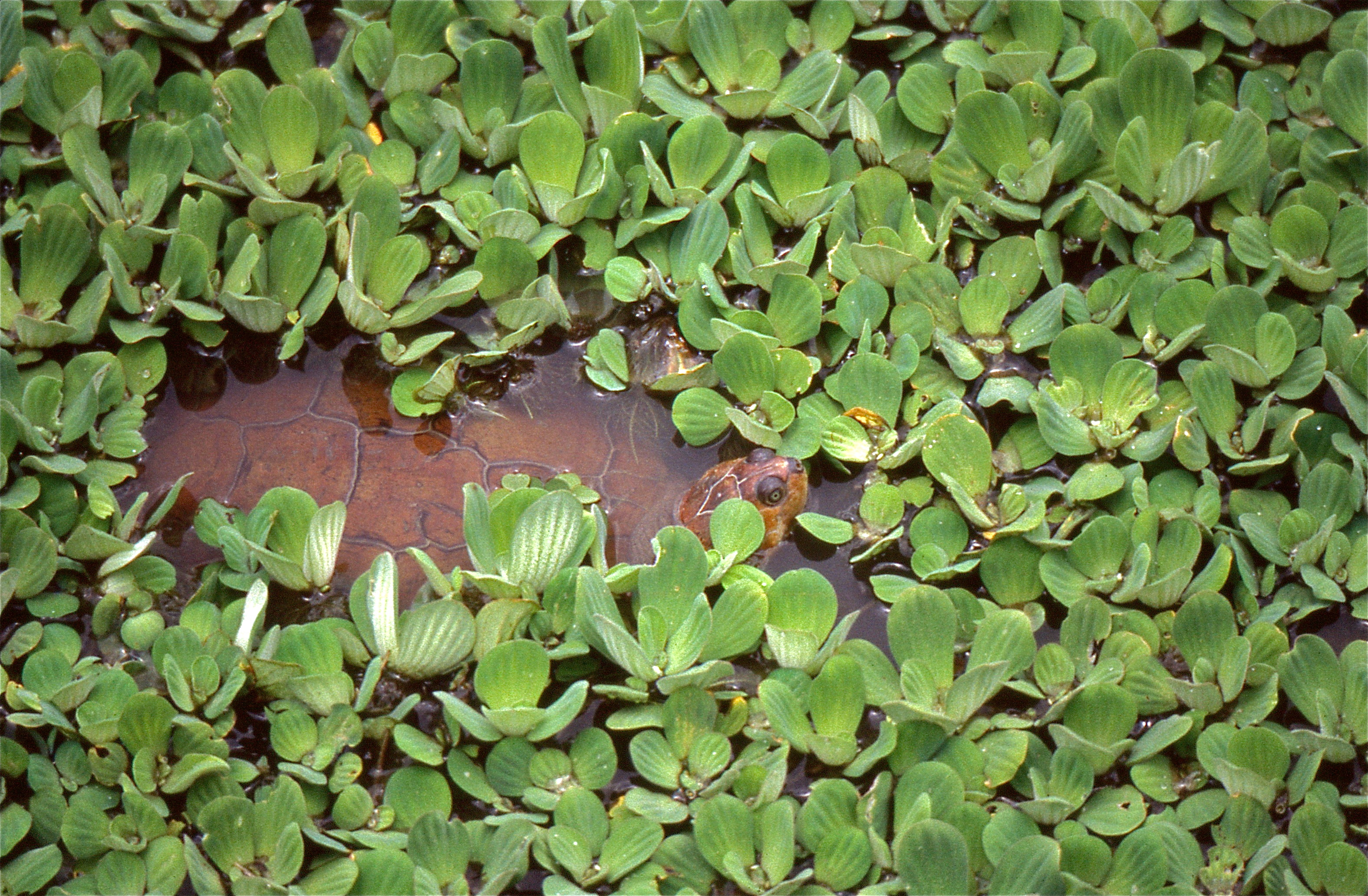
Een exemplaar te midden van een groep waterslaplanten (Pistia stratiotes), Los Llanos, Venezuela.

De savannescheenplaatschildpad komt voor in het noorden van Zuid-Amerika en leeft in de landen Venezuela en Colombia. De habitat bestaat uit diepe wateren zoals rivieren, moerassen en meren. Helder en warm water met veel licht en voldoende schuilhoeken zijn vereist, de schildpad komt veel op het land om te zonnen.
De vrouwtjes zetten maximaal twintig eieren af per nest, meestal zijn het er zeven tot dertien. De eieren zijn langwerpig van vorm en hebben een harde schaal. Ze hebben een lengte van veertig millimeter en zijn 26 mm breed. De incubatietijd bedraagt ongeveer vier maanden wat relatief lang is. Net voordat het regenseizoen komen ze uit, maar de meeste eieren zijn dan al opgegeten door roofdieren zoals vogels en reptielen.

## Beschermingsstatus
In het grootste deel van het areaal, dat voornamelijk de Los Llanos beslaat, is dit de enige algemeen voorkomende schildpad. Hierdoor wordt er veel op gejaagd vanwege het vlees door de lokale bevolking. Door de internationale natuurbeschermingsorganisatie IUCN is de soort nog niet geëvalueerd. De savannescheenplaatschildpad is beschermd door het CITES-verdrag (Bijlage II).